# Mopek
Mopek (Barbastella) – rodzaj ssaków z podrodziny mroczków (Vespertilioninae) w obrębie rodziny mroczkowatych (Vespertilionidae).

## Zasięg występowania
Rodzaj obejmuje gatunki występujące w Eurazji.

## Morfologia
Długość ciała (bez ogona) 45–63 mm, długość ogona 19–55 mm, długość ucha 12–19 mm, długość tylnej stopy 6–10,2 mm, długość przedramienia 35–46,4 mm; masa ciała 5–18 g.

## Systematyka
Rodzaj zdefiniował w 1821 roku angielski zoolog John Edward Gray w artykule poświęconym naturalnemu rozmieszczeniu kręgowców, opublikowanym na łamach The London Medical Repository. Na gatunek typowy Gray wyznaczył (oznaczenie monotypowe) mopka zachodniego (B. barbastellus).

### Etymologia
- Barbastella (Barbastellus): fr. barbastelle ‘mopek’, od łac. barba ‘broda, zarost’[10].
- Synotus (Synotis): gr. συν sun ‘razem’; ους ous, ωτος ōtos ‘ucho’[11]. Gatunek typowy (oznaczenie monotypowe): Vespertilio barbastellus Schreber, 1774.

### Podział systematyczny
Do rodzaju należą następujące występujące współcześnie gatunki:
- Barbastella barbastellus (von Schreber, 1774) – mopek zachodni
- Barbastella caspica Satunin, 1908
- Barbastella leucomelas (Cretzschmar, 1826) – mopek azjatycki
- Barbastella darjelinensis (Hodgson, 1855) – mopek orientalny
- Barbastella pacifica Kruskop, Kawai & Tiunov, 2019
- Barbastella beijingensis Zhang Jinshuo, Han Naijian, G. Jones, Lin Liangkong, Zhang Junpeng, Zhu Guanjian, Huang Dawei & Zhang Shuyi, 2007 – mopek pekiński

Opisano również gatunki wymarłe:
- Barbastella maxima Rosina, Kruskop & Semenov, 2019[13] (Ukraina; miocen).
- Barbastella schadleri Wettstein-Westersheim, 1923[14] (Austria, Węgry; plejstocen).